# News of the World (album)
News of the World – szósty studyjny album brytyjskiego zespołu rockowego Queen, wydany w 1977.
Album, zawierający przeboje takie jak „We Are the Champions” czy „We Will Rock You”, zdobył ogromną popularność (w USA był czterokrotnie platynowy, co oznacza sprzedanie 4 000 000 egzemplarzy). Utwór „Sheer Heart Attack” był przygotowywany na album o tej samej nazwie, prawdopodobnie jednak nie został ukończony na czas, a następnie nie pasował do albumów, przez co mógł się znaleźć dopiero na 3. z rzędu albumie (po Sheer Heart Attack)
Na reedycji płyty wydanej przez Hollywood Records w 1991 znalazł się również remiks „We Will Rock You (1991 Bonus Remix Ruined by Rick Rubin)” (May) – 4:47.
8 lipca 2009 r. wydawnictwo uzyskało status platynowej płyty w Polsce.

## Lista utworów
| 1.  | „We Will Rock You” (May)         | 2:01  |
|     |                                  |       |
| 2.  | „We Are the Champions” (Mercury) | 2:59  |
|     |                                  |       |
| 3.  | „Sheer Heart Attack” (Taylor)    | 3:24  |
|     |                                  |       |
| 4.  | „All Dead, All Dead” (May)       | 3:09  |
|     |                                  |       |
| 5.  | „Spread Your Wings” (Deacon)     | 4:32  |
|     |                                  |       |
| 6.  | „Fight from the Inside” (Taylor) | 3:03  |
|     |                                  |       |
| 7.  | „Get Down, Make Love” (Mercury)  | 3:51  |
|     |                                  |       |
| 8.  | „Sleeping on the Sidewalk” (May) | 3:07  |
|     |                                  |       |
| 9.  | „Who Needs You” (Deacon)         | 3:07  |
|     |                                  |       |
| 10. | „It’s Late” (May)                | 6:27  |
|     |                                  |       |
| 11. | „My Melancholy Blues” (Mercury)  | 3:29  |
|     |                                  |       |
|     |                                  | 39:09 |
|     |                                  |       |

## Sleeping on the Sidewalk
Utwór autorstwa Briana Maya. Ukazał się na albumie News of the World w 1977 roku.
May wyjawił, że nagrano kilka wersji utworu, ale do albumu została wybrana ta pierwsza, mimo kilku pomyłek muzyków. Gitarzysta zdementował również plotki, jakoby wersja zamieszczona na albumie została nagrana bez wiedzy zespołu, podczas prób.
Utwór jest śpiewany w całości przez Briana Maya. Muzyk naśladuje w nim amerykański akcent, by wokal lepiej pasował do bluesowego stylu utworu. Jest to jedna z nielicznych pozycji w repertuarze Queen nagranych bez udziału Freddiego Mercury’ego.